# Distrikt Kiruhura
Kiruhura ist ein Distrikt in Westuganda. Die Hauptstadt des Distrikts ist Kiruhura. Der Distrikt ist Teil des historischen Königreich Ankole.

## Demografie
Die Bevölkerungszahl wird für 2020 auf 185.700 geschätzt. Davon lebten im selben Jahr 9,7 Prozent in städtischen Regionen und 90,3 Prozent in ländlichen Regionen.

## Wirtschaft
Die Landwirtschaft ist die Hauptstütze der Wirtschaft des Distrikts, wie dies bei den meisten anderen Regionen des Landes der Fall ist. Milch und Fleisch sind wichtige Produkte, die im Distrikt hergestellt werden. Im Jahr 2006 produzierte der Distrikt schätzungsweise mehr als 100.000 Liter Milch täglich.